# 자카야 키퀘테
자카야 음리쇼 키퀘테(스와힐리어: Jakaya Mrisho Kikwete, 1950년 10월 7일~)는 탄자니아의 정치인으로 2005년부터 2015년까지 탄자니아의 제4대 대통령을 지냈다. 대통령으로 당선되기 전에는 1995년부터 2005년까지 전임자인 벤저민 음카파 밑에서 외무부 장관을 지냈다. 2008년부터 2009년까지 아프리카 연합의 의장, 2012년부터 2013년까지 평화, 국방, 안보에 관한 남아프리카 개발 공동체 트로이카 의장을 지냈다. 키케테는 프와니주에서 태어나고 자랐으며 다르에스살람 대학교를 다녔다.

## 교육
1959년부터 1963년까지 키퀘테는 아루샤주에서 카라투 초등학교와 텡게루 학교를 다녔다. 텡게루 이후, 키퀘테는 프와니주의 집으로 돌아왔고 1966년과 1969년 사이에 있었던 그의 O레벨을 위해 키바하 중등학교에 다녔다. 그리고 나서 그는 고급 교육을 받기 위해 탕가 기술 중등학교에서 공부한 탕가주로 이사했다. 그는 1975년 다르에스살람 대학교를 정치학과 홍보학 학위로 졸업했다.

## 리더십 및 정치 경력
키케테는 1950년 탕가니카 바가모요구에 위치한 음소가에서 태어났다.
당 간부로서, 키퀘테는 당내에서 한 자리에서 다른 자리로, 그리고 당에서 다른 위치로 이동했다. 1977년 잔지바르와 TANU의 아프로시라지당(ASP)이 합병해 탄자니아 혁명당(CCM)이 결성되자 키퀘테는 잔지바르로 옮겨져 신당의 조직과 행정 업무를 맡았다. 1980년 다르에스살람 본부의 행정관과 국방안보부장으로 자리를 옮긴 뒤 타보라주 (1981년~1984년), 싱기다주 (1986년~1988년), 린디와 므트와라의 나칭웨아구, 마사시구 (1988년)의 당청으로 자리를 옮겼다. 1988년, 그는 중앙 정부에 합류하기 위해 임명되었다.
1994년 44세의 나이로 그는 탄자니아 연합 공화국 역사상 가장 젊은 재무장관 중 한 명이 되었다. 1995년 12월 벤저민 음카파 대통령에 의해 외교국제협력부 장관이 되었다. 2005년 12월 탄자니아의 대통령으로 선출될 때까지 10년 동안 탄자니아 외무장관을 지냈다. 외무부에 재직하는 동안 탄자니아는 오대호 지역, 특히 부룬디와 콩고 민주 공화국의 평화를 가져오는데 중요한 역할을 했다. 키퀘테는 동아프리카의 지역 통합을 재건하는 과정에도 깊이 관여했다. 구체적으로, 그는 동아프리카 공동체 3개국(케냐, 우간다, 탄자니아) 간의 관세동맹을 설립하는 미묘한 과정에 여러 번 관여했는데, 이 과정에서 그는 꽤 오랫동안 동아프리카 공동체 각료회의 의장을 지냈다.
키퀘테는 세계화와 민주주의에 관한 헬싱키 프로세스의 공동 의장이 되었다. 2005년 5월 4일, 키퀘테는 CCM 당원 11명 중 11명을 당선시켰다. 2005년 12월 14일 다당제 총선거 후, 그는 12월 17일 선거관리위원회에 의해 당선자로 선언되었고, 12월 21일 탄자니아의 제4대 대통령으로 취임했다.
2013년 5월 26일, 키퀘테는 아프리카 연합 회의에서 콩고 민주 공화국의 조제프 카빌라 대통령이 3월 23일 운동과 협상할 수 있다면 우간다의 요웨리 무세베니 대통령과 르완다의 폴 카가메 대통령은 연합군-우간다 해방 국민군, 르완다 해방 민주군과 각각 협상이 가능해야 한다. 이에 무세베니는 협상 의지를 밝혔다.
2016년 1월 31일 아프리카 연합 위원회의 의장인 은코사자나 들라미니주마 박사는 리비아 주재 아프리카 연합 고위 대표에 자카야 키퀘테를 임명했다. 리비아 사태 이후, 키케테의 역할은 리비아의 평화와 안정을 달성하기 위한 아프리카 연합의 노력을 이끄는 것이다. 그 해 말, 그는 반기문 유엔 사무총장에 의해 영양증가운동 지도자 그룹의 일원으로 임명되었다.

## 사생활
키퀘테는 열렬한 스포츠광이며 학교에서 농구를 경쟁적으로 했다. 그는 지난 10년 동안 탄자니아 농구 연맹의 후원자였다. 그는 살마와 두 번째 결혼하여 10명의 자녀를 두고 있다.
2013년 4월 4일, 키퀘테는 57,626명의 팔로워를 기록하며 트위터에서 여섯 번째로 팔로워가 많은 아프리카 지도자였다.

## 역대 선거 결과
| 선거명      | 직책명            | 대수 | 정당            | 득표율 | 득표수      | 결과 | 당락 |
| ----------- | ----------------- | ---- | --------------- | ------ | ----------- | ---- | ---- |
| 2005년 선거 | 탄자니아의 대통령 | 4대  | 탄자니아 혁명당 | 80.28% | 9,123,952표 | 1위  |      |
| 2010년 선거 | 탄자니아의 대통령 | 4대  | 탄자니아 혁명당 | 62.83% | 5,276,827표 | 1위  |      |